# Rojstna hiša Antona Čehova
Rojstna hiša Antona Čehova je hiša v mestu Taganrog v Rusiji, kjer se je rodil znani pisatelj Anton Čehov. Zdaj je v njej muzej. 
Stavba na posestvu v Čehovi ulici (prej Kupečeska ulica, pozneje Aleksandrovska ulica, je bila leta 1904, kmalu po njegovi smrti, preimenovana v čast Čehova) v Taganrogu je bila zgrajena leta 1850 iz gline in protja, ometana in beljena. Površina malega gospodarskega poslopja je 30,5 kvadratnih metrov. Hiša in posest sta bili leta 1860 last trgovca A. D. Gnutova. V tistih dneh so bile tu 3 majhne stavbe, kočija in gospodarsko poslopje. Trgovec treh cehov P. E. Čehov je s koncem leta 1859 do marca 1861 z družino živel v tej gospodarski hiši. Očitno je Pavla Egoroviča Čehova prepričala razumna cena najemnine, pa tudi bližina Petrovskega trga, kjer je bil lastnik trgovine z živili. V letih 1880-1915 je bila hiša last meščana Kovalenka.
Pavel Jegorovič Čehov in njegova družina (njegova žena Jevgenija Jakovlevna in njuna dva sinova - štiriletni Aleksander Čehov in 2-letni Nikolaj Čehov) - sta poslopje dobila decembra 1859. Anton Čehov se je rodil v tej hiši 29. januarja 1860. Marca 1861 so se Pavel Jegorovič Čehov in njegova družina preselili v drugo stanovanje.

## Nastanek muzeja
Ob petdesetem rojstnem dnevu Čehova, leta 1910, se je na pobudo E. M. Garšina, brata slavnega pisatelja, na steni hiše pojavila spominska plošča. Garšin je bil pobudnik za ustanovitev stalnega muzeja v hiši.
Januarja 1910 je M. M. Andreev-Turkin na sestanku Čehovega kroga poročal, da se je mesto odločilo počakati z nakupom zaradi cene, ki so jo zahtevali lastniki Kovalenko. Mesto bi po navedbah plačalo 4500-5000 rubljev, Kovalenko pa je zahteval 10.000 rubljev.
Leta 1916 je mestni svet Taganroga podprl pobudo Čehovega kroga in pridobil hišo in posest na Čehovi ulici 69 za ohranitev rojstne hiše Antona Čehova. Decembra 1920 je bila hiša spraznjena vseh najemnikov, leta 1921 je sledila prenova.
Leta 1921 sta dva učitelja Taganroga, Elena Fedorovna Kuzmenko in Fedor Timofeevich Guba, prostovoljno prevzela pokroviteljstvo nad praznim poslopjem. Elena Fedorovna Kuzmenko je, ko se je poleti 1921 naselila na tem dvorišču, našla ploščo na zanemarjeni stavbi. Kuzmenko in Guba sta hišo pokrila z glino, pobelila stene in poslikala polkna. Ideja o ustanovitvi muzeja je na posest potegnila ljudi, katerih usode so se nekako sekale z družino Čehov. Zbirki so izročili čudežno ohranjeno gimnazijsko izkaznico s čehovskimi oznakami, njegovimi deli, sliko, ki jo je naslikal brat Nikolaj. Naredili so celo kopijo pripomočkov, da so zapolnili prazen kuhinjski kotiček.
Leta 1926 so v bližini hiše najprej zacvetele sadike češenj, posajenih z denarjem mestnega sveta. Nato so odprli prvo muzejsko razstavo, ki prikazuje obdobje Taganroga iz življenja Antona Pavloviča Čehova. Guba in Kuzmenko sta združila naloge vodnikov in muzejskih nadzornikov.
Leta 1931 je bil novinar Aleksander Morrison poslan v Taganrog, da bi napisal članek za časopis Donskaya Pravda.
Leta 1935 sta Maria Čehova in Olga Knipper obiskali domačijo Čehov v mestu Taganrog, da bi sodelovali na prireditvah ob 75. obletnici rojstva Antona Čehova. V okviru obiska je Marija Čehova v spominskem muzeju Taganrog predstavila več spominov na družino Antona Čehova ali Čehove družine iz Bele Dače na Jalti.
Ruski predsednik Dimitrij Medvedjev je v okviru praznovanj ob 150-letnici Čehovega rojstva 29. januarja 2010. obiskal spominski muzej v rojstni hiši. 

## Slike
- A. P. Čehova hiša na predrevolucionarni razglednici
- The memorial museum "Birth House of Anton Chekhov" in May 2006.